# Groși, Arad
Groși este un sat în comuna Vârfurile din județul Arad, Crișana, România.

## Personalități
- Aurel Spătan (Spătariu) (1860 - 1932), delegat la Marea Adunare Națională de la Alba Iulia 1918

## Monumente istorice
Biserica de lemn „Înălțarea Domnului”

## Imagini

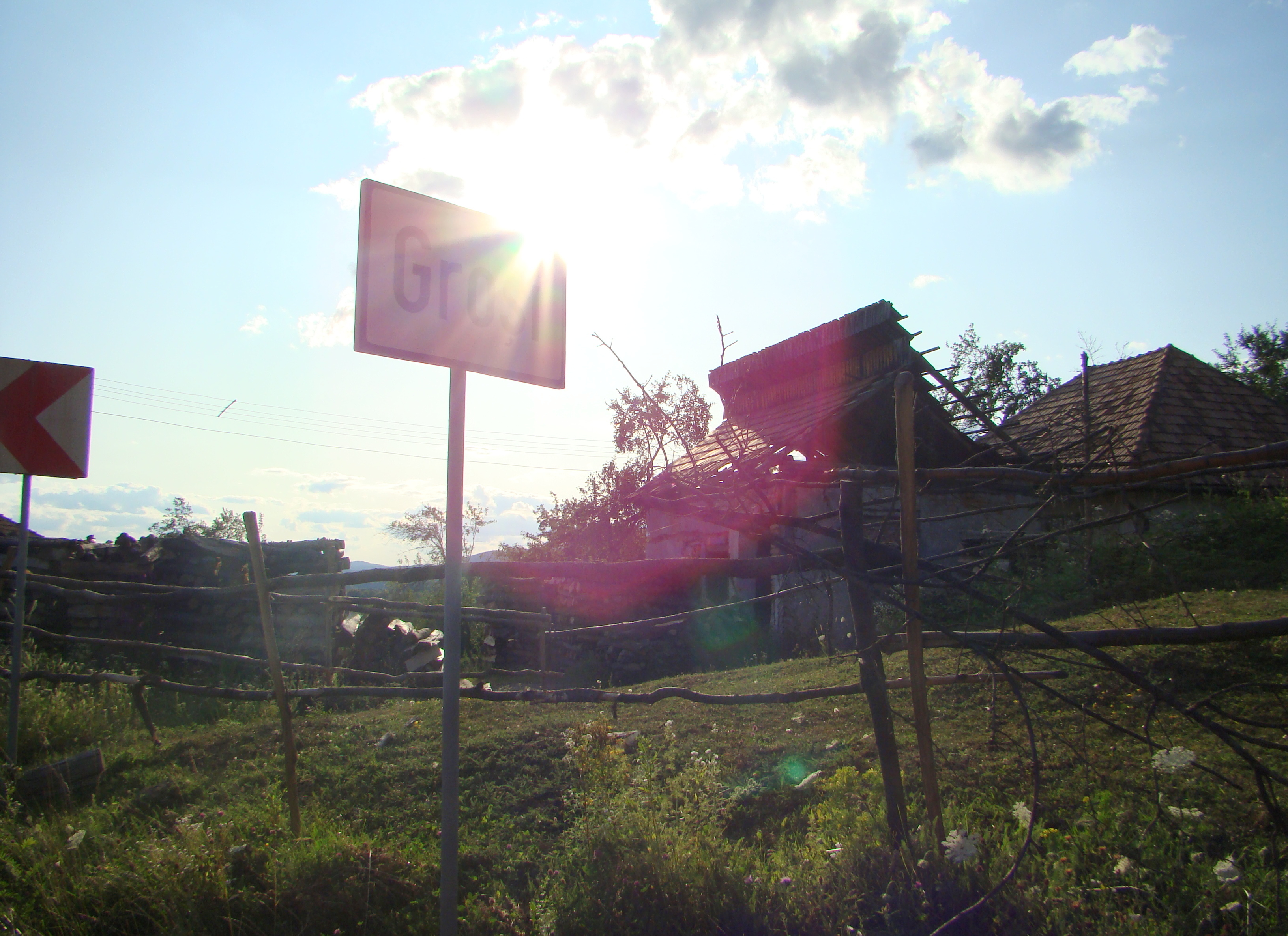
Intrarea în localitate
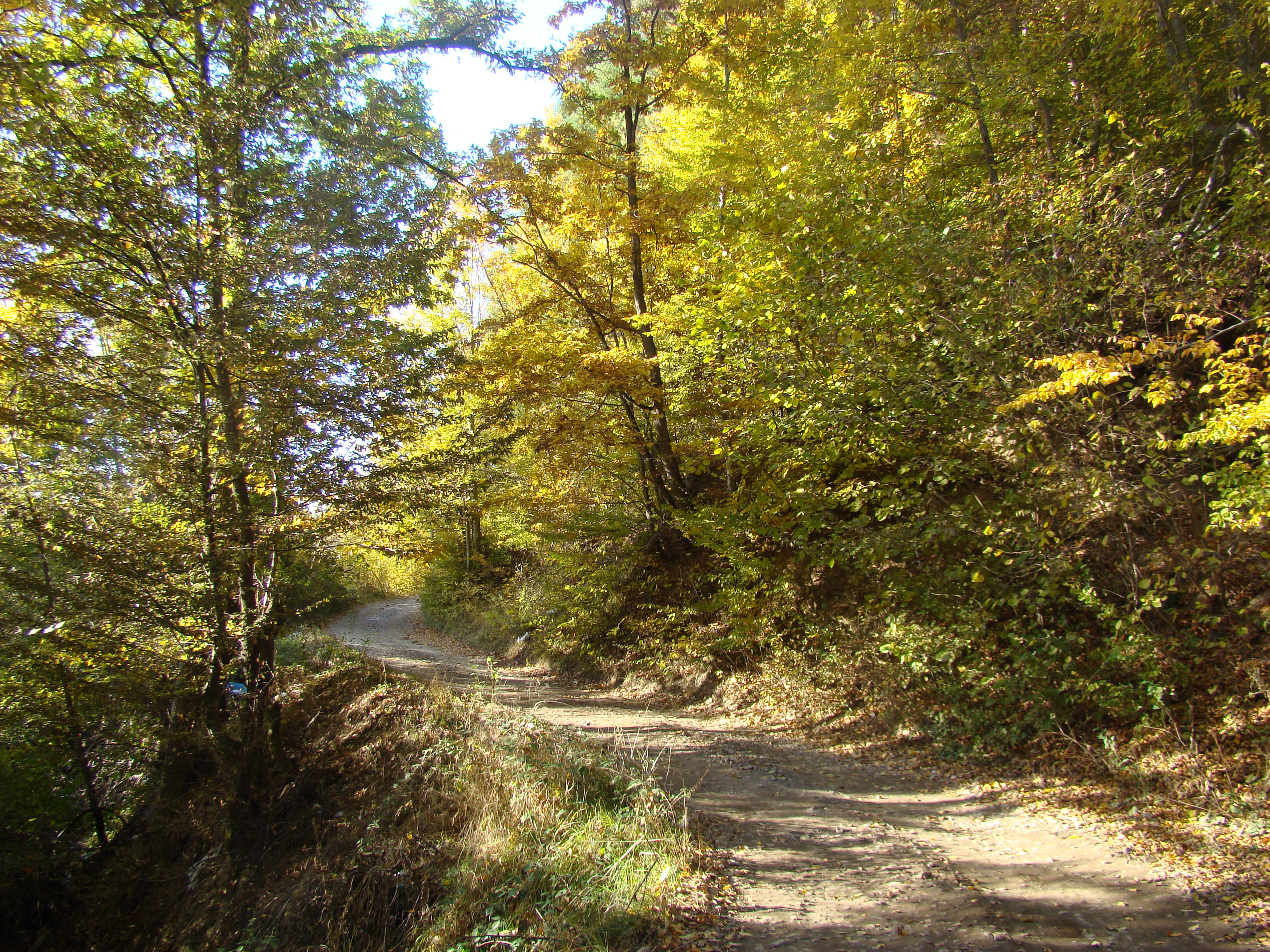
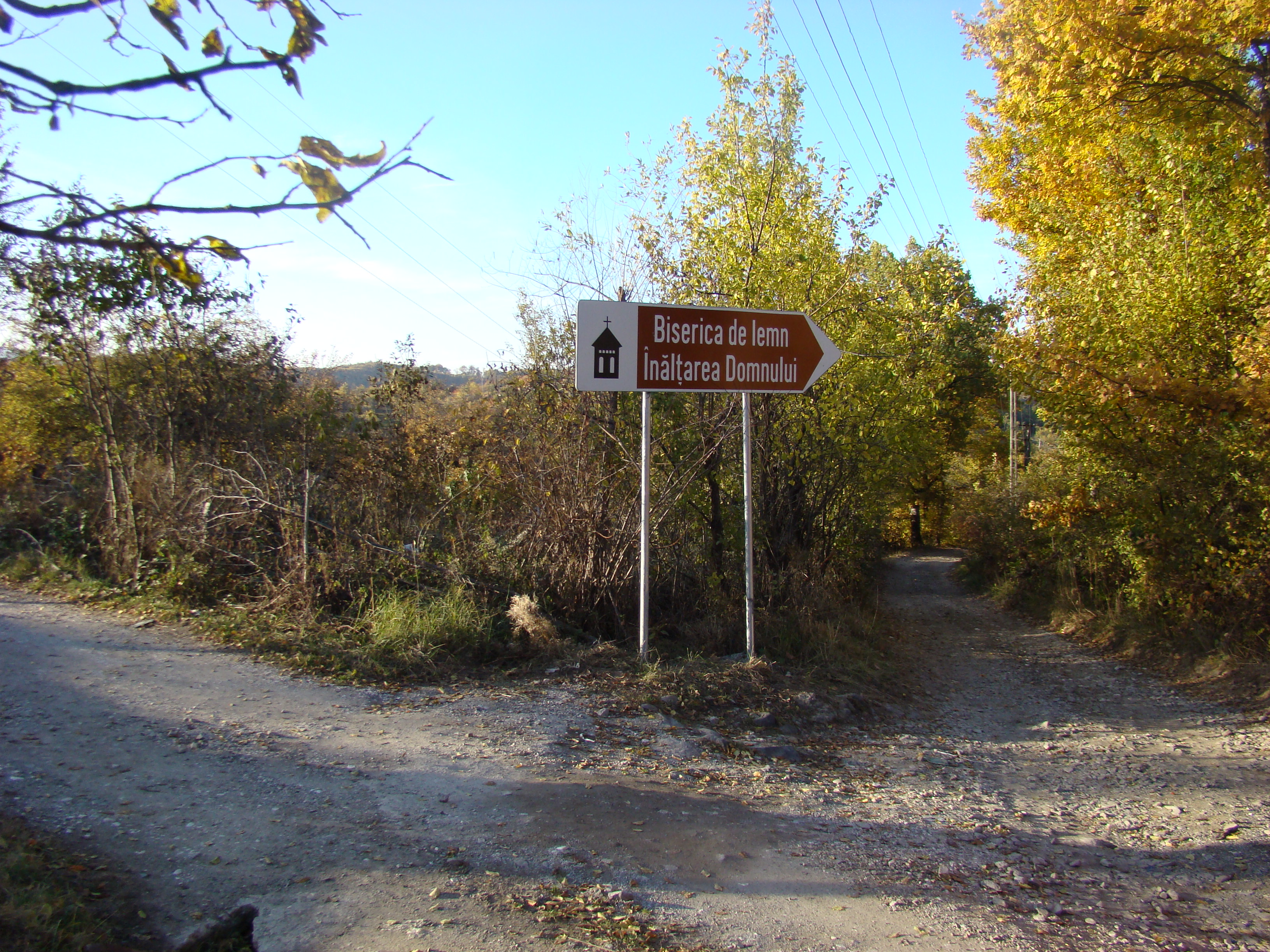
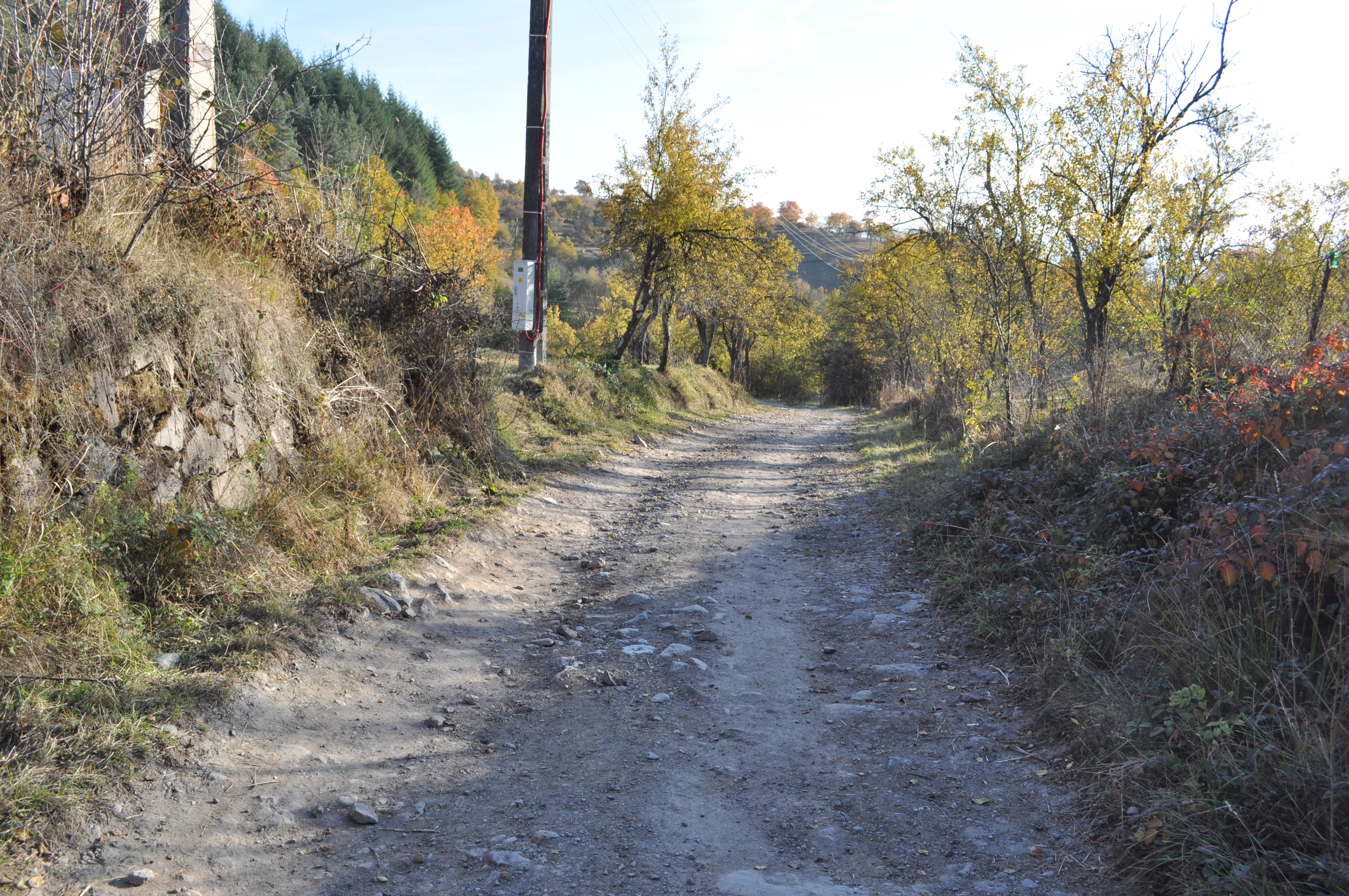
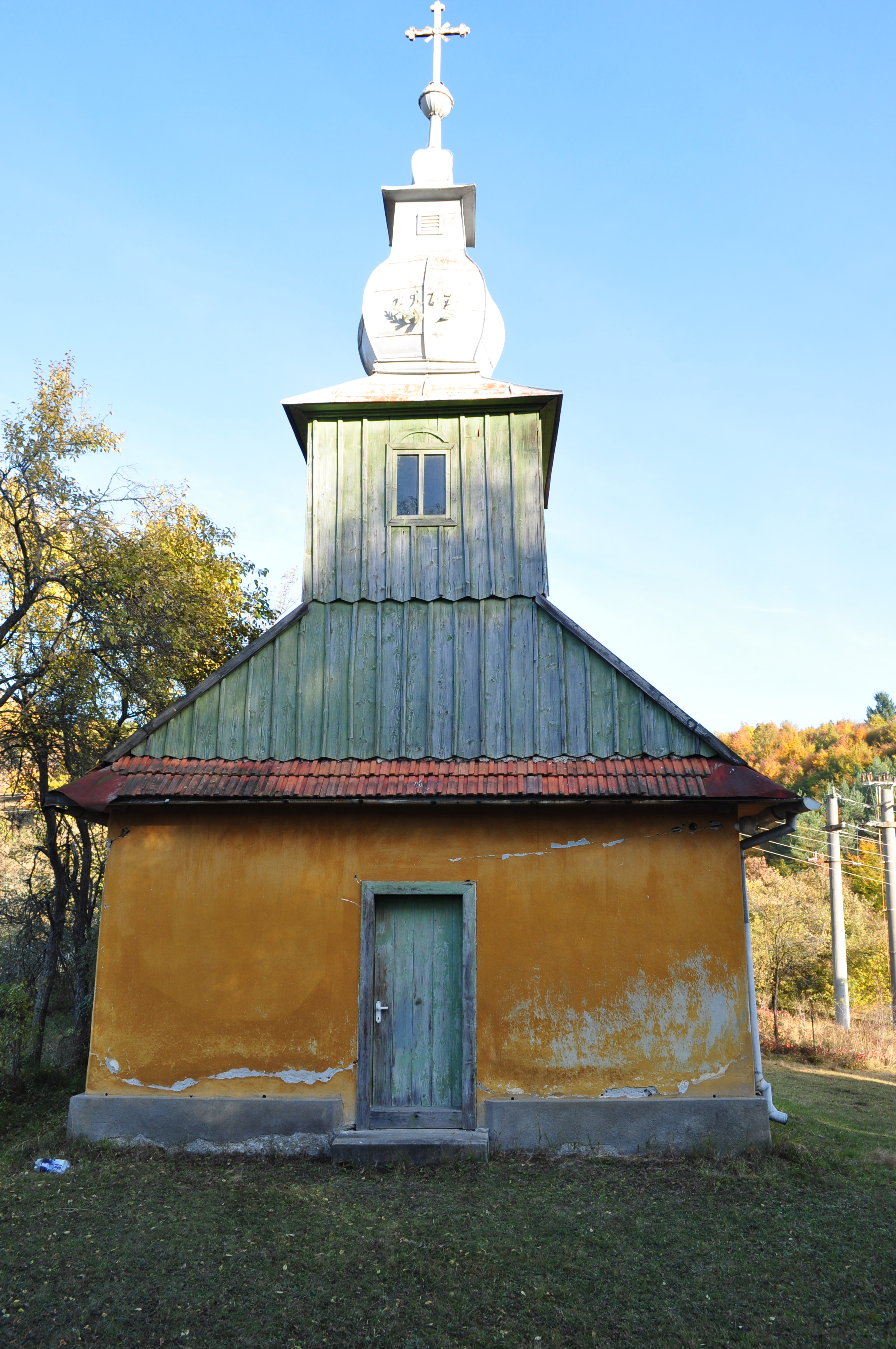
Biserica de lemn din Groși
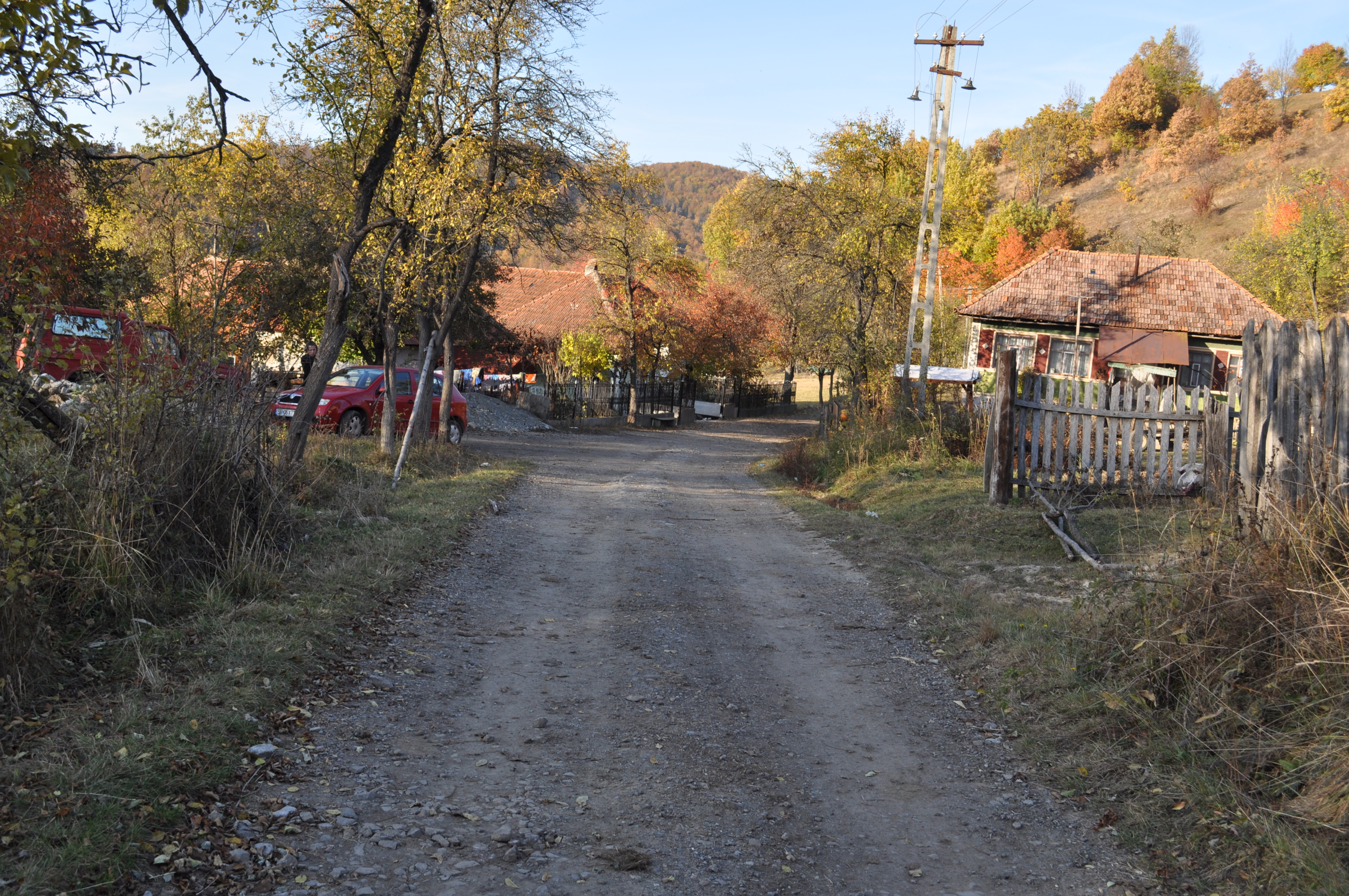